# George Maxwell Richards
George Maxwell Richards, född 1 december 1931 i San Fernando, död 8 januari 2018 i Port of Spain, var en trinidadisk politiker. 2003 blev han landets fjärde president och han återvaldes 2008. År 2013 efterträddes han av Anthony Carmona.